# De laatste dagen van de mensheid
De laatste dagen van de mensheid (Duits: Die letzten Tage der Menschheit) is een toneelstuk van de Oostenrijkse auteur Karl Kraus, dat in 1918 en 1919 in afleveringen in diens tijdschrift Die Fackel gepubliceerd werd. Het is zowel een treurspel als een satire op het militarisme en ontstond tijdens de Eerste Wereldoorlog aan de hand van krantenartikels, ambtelijke publicaties en afgeluisterde gesprekken, die op groteske wijze worden uitvergroot en gepersifleerd.
Dit werk was oorspronkelijk niet voor het theater bedoeld; een volledige dramatische opvoering zou ongeveer tien avonden duren en het stuk bevat uiterst ingewikkelde regieaanwijzingen voor honderden acteurs en dieren, die in de praktijk niet op een bühne realiseerbaar zijn. Kraus beschouwde Die letzten Tage der Menschheit als voorleesstuk, waaruit hij tijdens de jaren twintig scènes onder pianobegeleiding voordroeg. In zijn voorwoord omschrijft hij het werk als een toneelstuk voor een theater op Mars, aangezien een aards theaterpubliek er niet tegen bestand zou zijn. De epiloog werd op 4 februari 1923 voor het eerst als toneelstuk opgevoerd. In 1964 werd tijdens de Wiener Festwochen een eerste volwaardige theaterversie van de hand van Heinrich Fischer en Leopold Lindtberg ten tonele gebracht. Die letzten Tage der Menschheit is Kraus' bekendste werk en werd in meerdere talen vertaald.

## Samenvatting

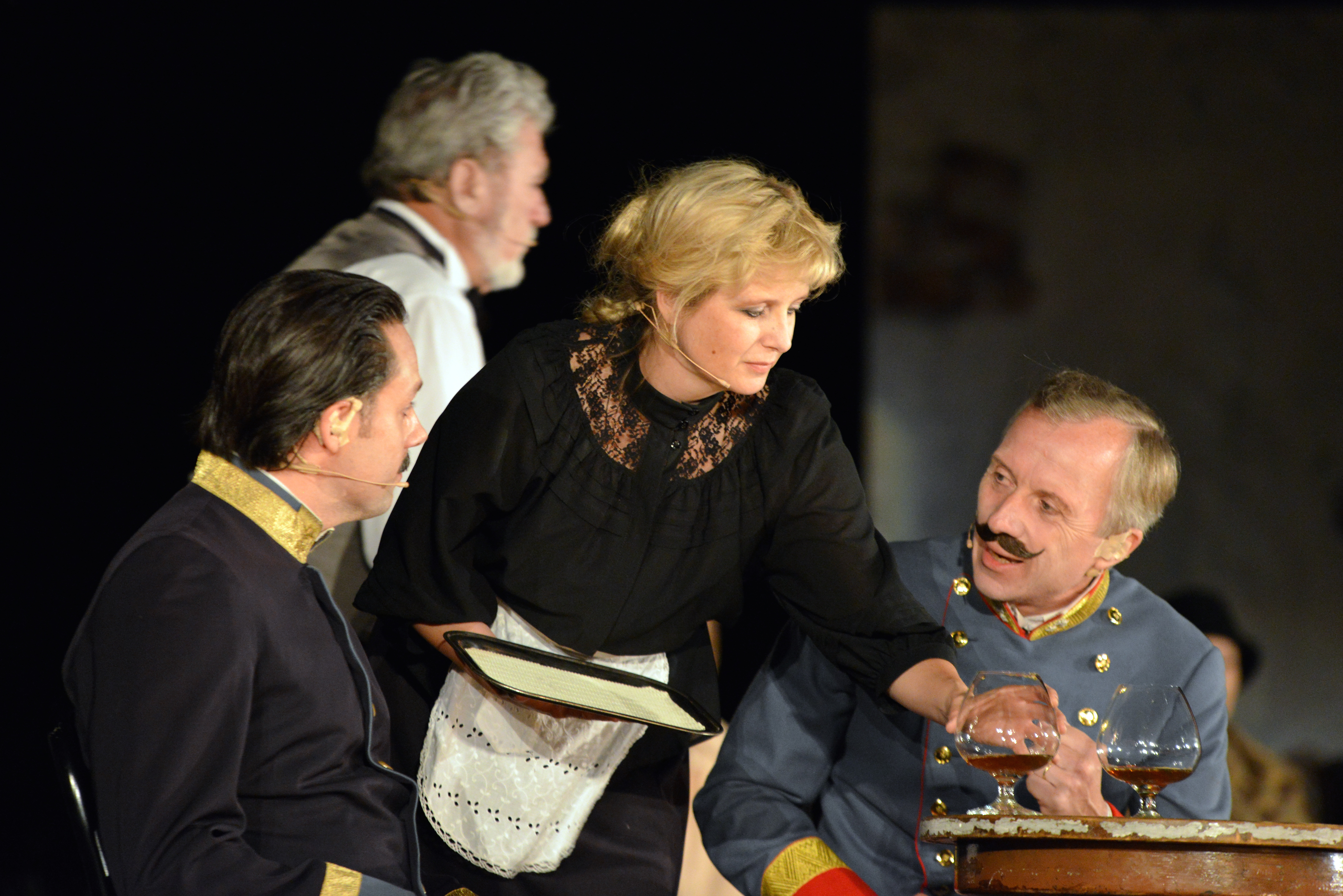
Opvoering uit 2014

Een rode draad door het stuk zijn de gesprekken tussen de zeurpiet (der Nörgler) en de optimist. Deze optimist is iemand die gelooft dat de oorlog ondanks alle tegenspoed zin heeft en gerechtvaardigd is; hij poogt overal de goede kant van te zien en denkt dat de oorlogspropaganda in wezen betrouwbare informatie bevat. Zijn gesprekspartner, die veel weg heeft van Karl Kraus zelf en zich in het vijfde bedrijf als de auteur van het stuk te kennen geeft, beschouwt deze wereldoorlog als een opportunistische poging van de gegoede klassen om hun rijkdom uit te breiden en daartoe de stompzinnigheid van de gewone burger uit te buiten. Vaderlandslievendheid is voor hem niets dan huichelarij.
Andere terugkerende personages zijn onder meer een drietal oliedomme officiers, 'de patriot en de krantengeabonneerde' die in holle frasen praten, Frans Jozef I van Oostenrijk en Wilhelm II van Duitsland en een woekerende Weense fiakerkoetsier. Verschillende schrijvers, journalisten en dichters komen in het stuk voor: Alfred Kerr, Ottokar Kernstock en Alice Schalek spelen een rol als verheerlijkers van de oorlog. De destijds beroemde toneelschrijver Hans Müller praat in absurd-literaire, archaïserende volzinnen. Andere figuren zijn soldaten en officieren aan allerlei fronten. Voorts bevat het stuk dialogen voor talrijke dieren.

### Voorspel
Scènes op de Ringstraße en in Weense koffiehuizen. Frans Ferdinand van Oostenrijk-Este is vermoord in Sarajevo. Leden van de hogere en lagere adel lopen elkaar overhoop om een zo prominent mogelijke plaats op de begrafenis te bemachtigen. Het voorspel bestaat uit tien scènes.

### Eerste bedrijf
De oorlog is begonnen. Journalisten beschrijven de stemming in Wenen. Eerste gesprek tussen de zeurpiet en de optimist. Een meute vernielt de winkel van een Serviër. Twee taalactivisten kleven papierstroken over de namen van handelszaken en hotels met buitenlandse namen: Café Westminster moet Café Westmünster worden. Deze taalactivisten praten zelf een grotesk soort Duits dat vrijwel uitsluitend uit leenwoorden bestaat.

Apropos, im Fall einer protestiert, legitimierts euch einfach als interimistische Volontäre der provisorischen Zentralkommission des Exekutivkomitees der Liga zum Generalboykott für Fremdwörter. Adio!

Leraar Zehetbauer brengt zijn klas de beginselen van het patriottisme bij. De kinderen zingen een lied over de voordelen van het vreemdelingenverkeer. De ministerraad vergadert in een café en babbelt gemoedelijk voor zich heen, vol oppervlakkigheden. Lang gesprek tussen de patriot en de krantengeabonneerde, die grotendeels langs elkaar heen praten en herhalen wat ze in kranten gelezen hebben. Actrice Elfriede Ritter, net terug van een geslaagde tournee in Rusland, wordt geïnterviewd; de journalisten verdraaien haar woorden derwijze dat het lijkt alsof ze er een helse beproeving op heeft zitten. Scènes aan het front, waar een officier een postkaartje naar zijn stamkroeg stuurt. Hermann Bahr schrijft in de krant een open brief aan Hugo von Hofmannsthal, in de waan verkerend dat die zich aan het front bevindt, terwijl hij in werkelijkheid een comfortabel postje op het Ministerie van Binnenlandse Zaken heeft. Een cynicus leest de brief voor aan Hofmannsthal, die zich doodschaamt. Aan een frontpost in de Boekovina praten twee Oberleutnants nonchalant over Poolse hoeren en executies. Oorlogsfotografen maken kiekjes van soldaten. Ludwig Ganghofer zingt een lied en ontvangt keizer Frans Jozef, die hem zeer bewondert. Ze poseren voor een foto.
De speculant en de realiteitenbezitter discussiëren over Karl Kraus, die reeds lang niets meer van zich heeft laten horen. Hans Müller komt uit een openbaar toilet, kust een Duitse soldaat omdat Bismarck dat ooit gezegd heeft en ontsteekt in een potsierlijk literaire panegyriek vol ouderwetse zinswendingen en vergezochte woordenschat. Aan het zuidwestelijke front wordt Alice Schalek met veel egards ontvangen. Lange gedachtewisseling tussen de zeurpiet en de optimist: de zeurpiet ziet zijn angstdroom in vervulling gaan, waarin de gehele Oostenrijkse cultuur door retoriek en winstbejag wordt uitgehold. Het eerste bedrijf eindigt na 30 scènes.

### Tweede bedrijf
De Ringstraße loopt vol vluchtelingen, woekeraars en sjacheraars, alsook achtergebleven burgers die zich uit de dienstplicht hebben vrijgekocht. De samenwerking tussen Oostenrijk-Hongarije en het Duitse Keizerrijk wordt geïntensiveerd. „Gott strafe England!” wordt een populaire slogan. Inhoudloos gewauwel van de patriot en de krantengeabonneerde. Alice Schalek is weer aan het front en wil dolgraag eens met een kanon schieten; ze amuseert zich daarbij kostelijk. Opnieuw een lang gesprek tussen de zeurpiet en de optimist: de teneur van dit gesprek is dat de Duitse taal bezoedeld wordt door militarisme. De zeurpiet doet zijn beklag over al die dichters en dramaturgen die de oorlog hersenloos bewieroken en moedwillig de ogen sluiten voor de ellende die erachter schuilgaat. Hij openbaart zijn gesprekspartner dat een groot deel van de wapens in Amerika door Duitsers geproduceerd wordt, waardoor de centrale mogendheden de slachtpartij op hun eigen soldaten financieren. De Lusitania wordt zonder waarschuwing getorpedeerd, wat in Berlijn als een heroïsch wapenfeit gevierd wordt; ook de optimist is het ermee eens dat dit smakeloos is. In de kranten verschijnen ontelbare, flauwe parodieën op Wandrers Nachtlied.

Über allen Gipfeln ist Ruh.

Über allen Wipfeln spürest du

Kaum einen Hauch.

Der Hindenburg schlafet im Walde,

Warte nur balde

Fällt Warschau auch.

Een zekere Von Dreckwitz vertelt over zijn 'jachtpartijtje' in België en Polen. Alexander Roda Roda zingt een lied waarin hij de oorlog en vooral zichzelf verheerlijkt. Burgerlijke vrouwen uit verschillende vrijwilligersorganisaties raken slaags met elkaar. In Belgrado brengt Alice Schalek verslag uit van de verovering van de stad en is gechoqueerd door de arrogante gastvrijheid van de plaatselijke vrouwen, die de onbeschaamdheid hebben haar een compote aan te bieden. Een oude vrouw in een voorstad is verontwaardigd over het lot van twee uitgemergelde, verzwakte honden die een kar moeten trekken. De Oberleutnant beschouwt dit als een belediging van het leger. Een jongetje in een voorstadswoning is halfdood geslagen omdat het een warm ontbijt wilde hebben.
Er volgt een nieuw gesprek tussen de patriot en de krantengeabonneerde. Aartshertog Frederik van Oostenrijk kijkt in een bioscoopzaal naar een film over de 305mm Motormörser en zegt na iedere inslag „Bumsti!”. Deze film wordt gedurende anderhalf uur veertienmaal herhaald. De zeurpiet en de optimist discussiëren opnieuw: fabrieksarbeiders die te veel hun mond opendoen, worden voortaan zonder pardon naar het front gestuurd. De naïeve optimist is sprakeloos. Schalek gaat door met het interviewen van soldaten; een luitenant-ter-zee heeft Venetië gebombardeerd, wat ze heel moedig vindt. Echtelijke ruzie tussen Hofrat Schwarz-Gelber en zijn vrouw; hij spant zich niet genoeg in om zich onder de high society te mengen. Het tweede bedrijf telt 33 scènes.

### Derde bedrijf

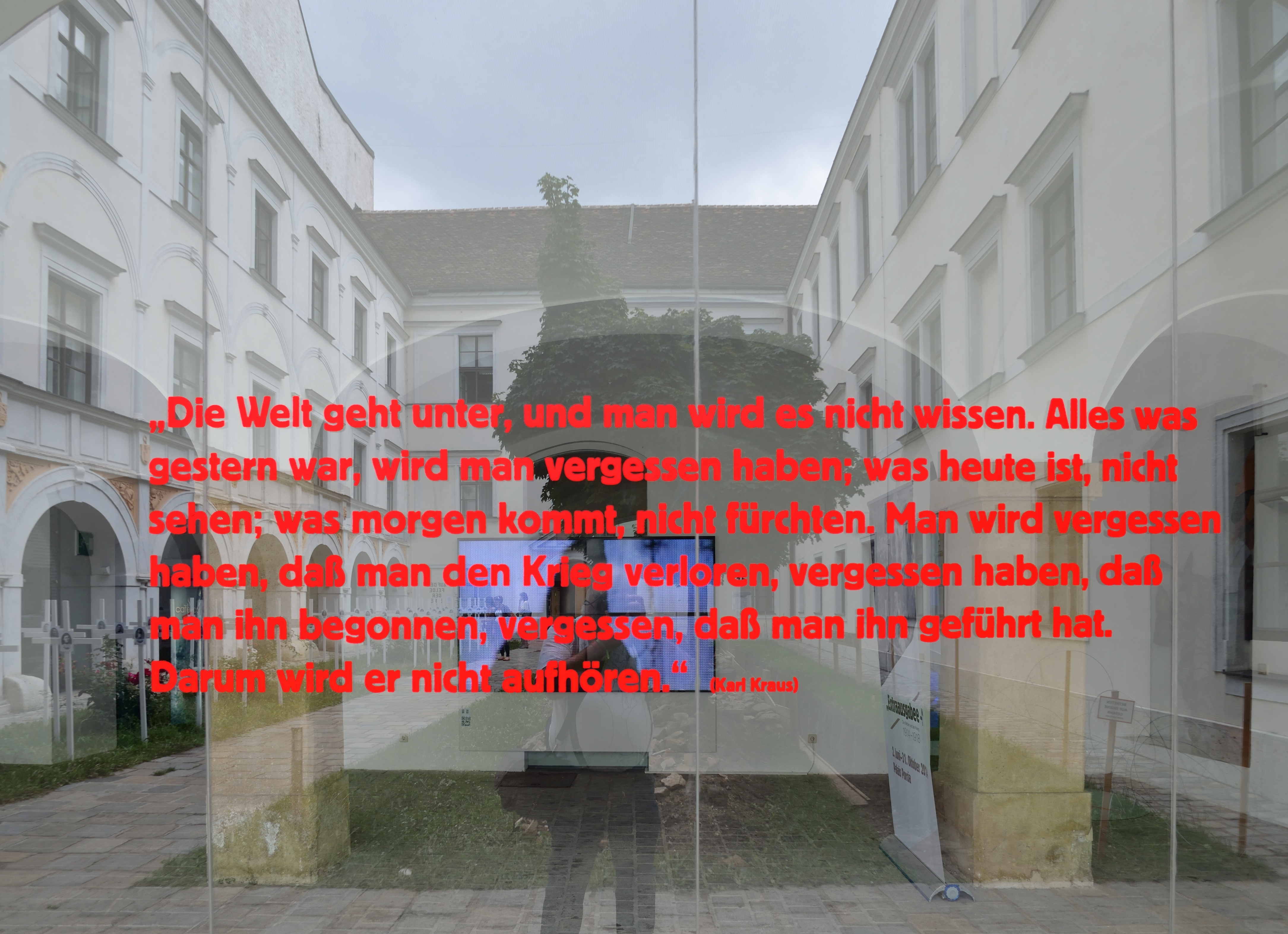
Citaat op eem muur in Wenen

Ook het derde bedrijf begint op de Ringstraße. Twee lezers van de Reichspost loven de positieve kanten van de oorlog, terwijl twee oude geabonneerden op de Neue Freie Presse een banaliteit bespreken. Twee wijsbegeertestudenten in Jena spreken over Reinhard Scheer, die een eredoctoraat heeft gekregen. In de volgende scène beukt een Pruisische militair in het Roemeense Hermanstad op de deur van een boekenwinkel: „Wij Duitsers hongeren naar boeken!”
In het oorlogsarchief zitten enkele dichters, onder wie Hans Müller. De hopman vraagt hem om nu eens in detail te vertellen wat hij eigenlijk aan het front gedaan heeft. Müller, die nooit aan het front was en zijn krijgshaftige verhalen vanuit Wenen schreef, valt haast door de mand en redt zich met een tranerig relaas over een ontmoeting met de keizer van Oostenrijk. Hij wordt desondanks uit het archief ontslagen, daar de keizer hem als te waardevol voor militaire dienst beschouwt.
In zijn Berlijnse laboratorium stelt de chemicus Max Delbrück zijn nieuwe procedé voor om gist voor levensmiddelen uit ureum te winnen. De zeurpiet vergelijkt de Oostenrijkse expansiedrang met die van de antieke Hebreeën, met als verschil dat laatstgenoemden tenminste nog het gebod „Gij zult niet doden” in het achterhoofd hielden. In drie protestantse kerken en een bedevaartskerk wordt opgeroepen om de oorlog te versterken. In een moskee in Constantinopel lachen twee Duitse toeristen en maken grappen. Alfred Kerr schrijft in Berlijn een onnozel hekeldichtje over de Roemenen. Twee vereerders van Ottokar Kernstock bespieden hem in zijn boshut in de Steiermark. Alice Schalek vertelt over een gezellige picknick aan het front. De zeurpiet houdt een lezing in Wenen. De patriot en de krantengeabonneerde praten over het gerucht dat 10 Downing Street geen badkamer heeft en dat David Lloyd George zich dus logischerwijze in openbare badhuizen moet wassen. Twee handelsreizigers in een treincoupé prijzen elkaar hun waren aan met de oorlogsgedichten die erbij zijn afgedrukt.
Scène 40 speelt zich af in Groß-Salze, waar de Kommerzienrat Ottomar Wilhelm Wahnschaffe een lied zingt over hoe geweldig het is een Duitser te zijn. De bijbehorende wijs is bij deze scène afgedrukt en werd naderhand als de Barbaarse melodie bekend. Aan het eind van ieder couplet hoort een koor dat het gelach van het buitenland voorstelt. Na het lied vertelt mevrouw Wahnschaffe over haar kinderen, die met veel plezier wereldoorlogje spelen. Ze is alleen teleurgesteld dat haar ene kind een meisje is en haar andere nog te jong is om voor het vaderland te kunnen sneuvelen. In de rest van de scène treden diverse kleuters en peuters op die over de militaire strategie en oorlogsfinanciering discussiëren. Dit wordt wederom gevolgd door een gesprek tussen de zeurpiet en de optimist, waarin de zeurpiet zijn walging over persfoto’s van lijken en slagvelden uitdrukt. Tijdens een drinkgelag praten regimentsartsen over mogelijkheden om verwonde soldaten zo snel mogelijk weer naar het front te sturen. Het bedrijf eindigt met scène 46, waarin de zeurpiet in de regen op een verlaten straat een gedicht voordraagt.

### Vierde bedrijf
Nu is de Ringstraße overspoeld door invaliden en bedelaars. Er heerst schaarste en armoede alom. In een Weens treinstation staan vijfhonderd mensen aan te schuiven, maar het loket gaat niet open. Eensklaps verschijnt het gelaat van Oostenrijk, dat sterk ondervoed is. Het gelaat zegt dat heden geen treinkaartjes verstrekt worden. De menigte verlaat het station via een achterdeurtje. Een oud-lid houdt een rede op een studentenfeest, waarin de noodzaak van alcoholconsumptie voor het handhaven van discipline besproken wordt. Een vos zingt een studentenlied. In Berlijn buigt een psychiater zich over een waanzinnige die meent dat de oorlog een slechte zaak is. Na veel verontwaardiging onder het publiek wordt de man toerekeningsvatbaar verklaard en aan het gerecht uitgeleverd.
Aan het Isonzofront biedt Alice Schalek een uitgebreide beschrijving van haar ontvangst door de officieren, die haar op bloemen, broodjes en kaviaar met champagne trakteerden. De officieren zingen een lied, waarvan de melodie eveneens afgedrukt wordt. Ludwig von Fabini, genaamd der Kaiserjägertod, beveelt de opoffering van op zijn minst 4000 soldaten: „wat voor verschil maakt een regiment meer of minder?”. Hij verbiedt dat zijn soldaten eten bij de plaatselijke boeren kopen. Hindenburg en Ludendorff hebben de Oostenrijkse journalist Paul Goldmann bij hen aan tafel uitgenodigd. De twee maken voortdurend elkaars zinnen af, maar zeggen eigenlijk zeer weinig. Er volgt een lang gesprek tussen der alte Biach en de keizerlijke raad, twee niet geïdentificeerde personages. Der alte Biach is uiterst labiel; bij iedere zin die hij uitspreekt, staat als regieaanwijzing een andere gemoedsstemming. In de Zoologischer Garten Berlin praten Padde en Kladde over welke natie de beste oorlogsfilms maakt. Dan volgt opnieuw een lange discussie tussen de zeurpiet en de optimist; de zeurpiet gelooft niet dat de Oostenrijkse monarchie een goede zaak is, ook al heeft de keizer zelf, zoals hij steeds beweert, de oorlog niet gewild. De keizer is te zwak om aan zijn Duitse bondgenoot te weerstaan en te dom om er iets aan te doen.
In de daaropvolgende gerechtsscène worden elf Roethenen ter dood veroordeeld. Rechter Stanislaus Zagorski vertelt een officier over zijn methoden om doodsvonnissen zo doeltreffend mogelijk te maken. Alles welbeschouwd zijn deze personen vandaag hoofdzakelijk veroordeeld op basis van het feit dat ze Roethenen waren; dat zal wel volstaan. In scène 31 zingt keizer Frans Jozef een lied; opnieuw wordt hierbij de partituur afgedrukt. Ieder couplet eindigt met een variatie op de uitspraak: „Mij blijft ook niets bespaard”. Aan het eind van dit lied sterft de keizer.
In scène 37 haalt keizer Wilhelm II van Duitsland grappen met zijn generaals uit; hij trapt tegen hun benen en tast hen in het kruis. Wilhelm acht dit alles uiterst vermakelijk en vindt dat zijn generaals geen gevoel voor humor hebben. In de Karpaten bezwijkt een vastgebonden soldaat aan de vrieskou. De arts stuurt een bericht aan diens moeder, waarin hij haar verzekert dat haar zoon de beste medische zorgen ontving. In een militair ziekenhuis komt commandant Demmer von Drahtverhau de patiënten instrueren hoe ze in verschillende situaties dienen te saluteren en wat de sancties bij veronachtzaming zijn. Tijdens zijn uitleg sterft een van de patiënten.
In de 45ste en laatste scène van het vierde bedrijf vertelt graaf Nikolaus zu Dohna-Schlodien aan een journalist hoe hij in de Noord-Atlantische Oceaan een stoomschip met 1200 paarden tot zinken heeft gebracht.

### Vijfde bedrijf

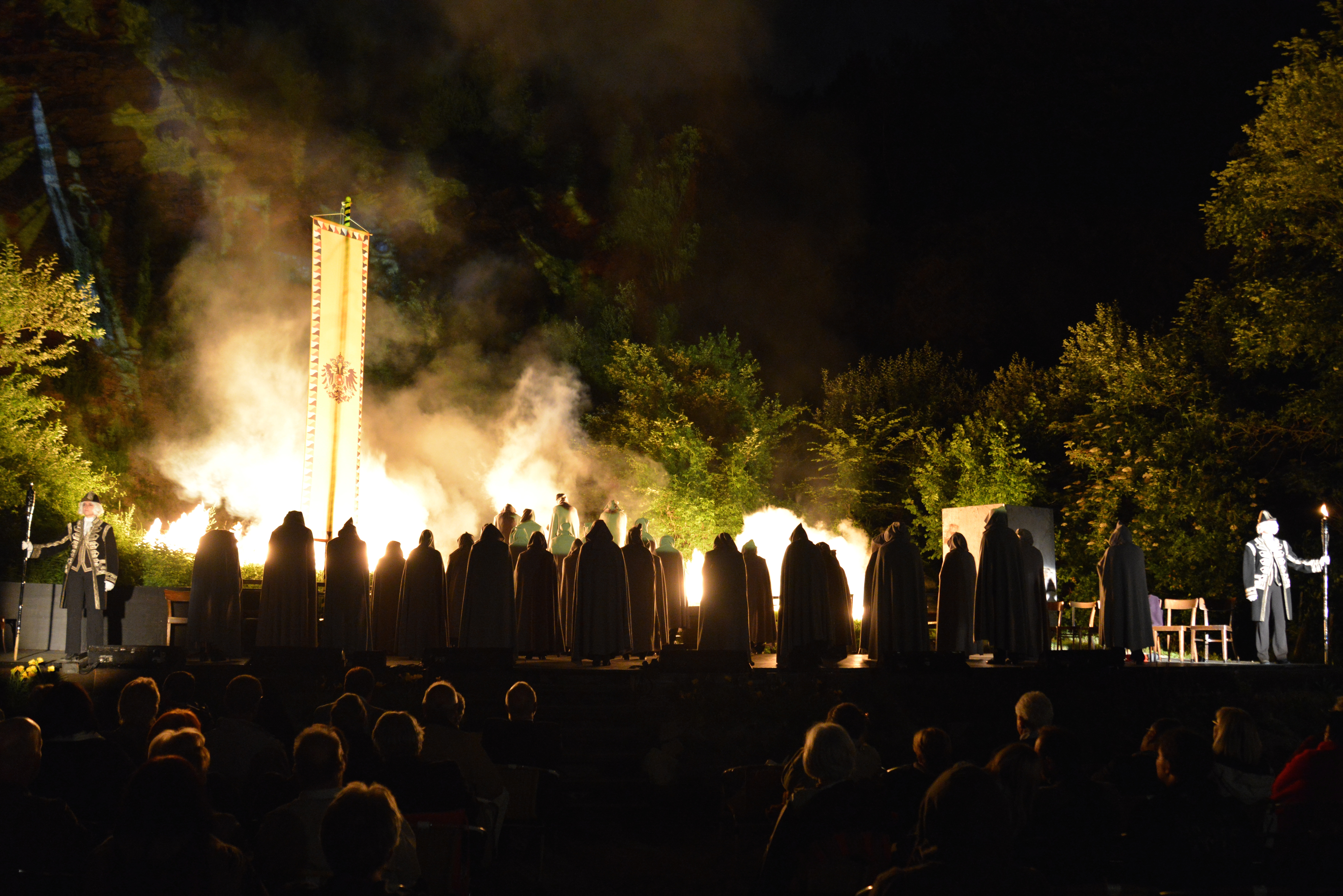
De slotscène

De oorlog nadert zijn einde, hetgeen handelaars van de zwarte markt een heel jammerlijke zaak vinden. Een baron en een graaf beklagen zich over de neutrale staten als Zwitserland en Nederland, die Duitsland en Oostenrijk geen hulp bieden. Aan de fronten wordt hoofdzakelijk nog gestolen en geplunderd. De patriot en de krantengeabonneerde zeggen dat de band tussen Duitsland en Oostenrijk 'verdiept en uitgebouwd' moet worden, wat ze in talloze nietszeggende variaties herhalen. Der alte Biach houdt een laatste bemoedigende toespraak op de esplanade van Bad Ischl en valt dood om. Op het sociaaldemocratische partijcongres in Berlijn verklaart een partijlid dat men, om echt revolutionair te zijn, ook met de eigen tradities moet durven breken; derhalve moeten ze voortaan de keizer steunen.
Op een slagveld bij Saarburg executeren de officieren 'Niedermacher' en 'Metzler' enkele Franse soldaten die nog niet helemaal dood waren. Vice versa brengen bij Verdun de Franse officieren 'Gloirefaisant', 'De Massacré' en 'Meurtrier' enkele halfdode Duitsers om het leven. Schalek doet haar relaas over hoe ze loopgraven heeft 'opgeruimd' en krijgt vervolgens tot haar afgrijzen te horen dat ze niet langer de enige oorlogsverslaggeefster zal zijn. Rusland trekt zich na de Februarirevolutie terug uit de oorlog; nu komt het erop aan, zoveel mogelijk propaganda te verspreiden opdat de naar huis terugkerende Russische krijgsgevangenen een zo goed mogelijke indruk van Duitsland krijgen. Misschien sturen ze dan voedselpakketten.
In het schooltje van leraar Zehetbauer ontbreken ettelijke leerlingen en de overblijvers zijn ziek en ondervoed. Ze zingen opnieuw het lied over het vreemdelingenverkeer. In de volgende scène legt een functionaris van de dienst toerisme uit dat de vele soldatengraven na de oorlog een veelbelovende toeristische attractie zullen bieden. In een Weens café wordt druk gedebatteerd door onder andere een walrus, een hamster, een jakhals, een neushoorn, een mammoet en een mastodont. Een oude sjacheraar is buiten zichzelf van verdriet omdat in de media over vrede wordt gesproken.
In de bar van de legerleiding beklagen bezopen generaals en gezelschapsdames zich over het eind van de oorlog. Deze dialogen worden op een eenvoudige, monotone melodie gezongen. Er volgen nog meerdere gesprekken tussen de zeurpiet en de optimist. De reuzen Gog en Magog maken een uitstapje met een kabelbaan; zij zijn hevige militaristen die de oorlog om iedere prijs willen voortzetten. Oorlogsinvaliden worden naar huis gebracht. Het nieuws van de vrede wordt door uitzinnige korybanten en maenaden in de stegen uitgeschreeuwd. Scène 54 is een lange monoloog van de zeurpiet aan zijn schrijftafel.
De 55ste scène vormt de apotheose van het toneelstuk en bestaat uit een feestmaal met Pruisische en Oostenrijkse officiers. Tijdens hun  drinkgelag ontploffen bommen in de omgeving. De troepen op het veld worden steeds verder teruggedrongen en er breekt muiterij uit, maar de generaals en andere stafleden blijven drinken en zingen. Dan gaat de wand van hun vertrek in vlammen op en er verschijnt een lange reeks taferelen met oorlogsscènes van verbrande dorpen, willekeurige executies, dode kinderen, mijnrampen, kannibalisme en duizenden soldatengraven. Nadien treedt een koor van gasmaskers op, gevolgd door doodgevroren soldaten en sprekende vlammen. De 1200 verdronken paarden komen uit de zee; het water stroomt uit hun ogen. Ze spreken een onheilspellende tekst, omsingelen graaf Dohna-Schlodien en doden hem. Leonardo da Vinci, de kinderen van de Lusitania, de oorlogshonden en een dood bos hebben allemaal hun eigen monologen. Dan keert het gelaat van Oostenrijk terug, gevolgd door de raven die van lijken leven. De laatste optredende taferelen zijn een groep prostituees met syfilis, gevolgd door 'de ongeboren zoon', die vraagt of hij alstublieft niet geboren mag worden.

### Epiloog
De epiloog is getiteld Die letzte Nacht en is in verzen geschreven. Hier keren verschillende figuren uit het toneelstuk terug. Een stervende soldaat op het slagveld praat met gasmaskers. Oorlogsverslaggevers helpen hem niet, maar zijn alleen geïnteresseerd in een beklijvend krantenartikel. De uitvinder van het gifgas houdt een toespraak. Twee hyena's dansen en zingen tussen de lijken, totdat de Heer der Hyena's verschijnt, die de duivel voorstelt. Naamloze stemmen dialogeren. Er verschijnen lichten en kometen aan de hemel. De stemmen van boven en de stemmen van beneden roepen naar elkaar. Het regent achtereenvolgens bloed, as, stenen en vonken. De stemmen die van boven komen, verklaren dat ze de bevolking van Mars zijn; na ampel beraad hebben ze besloten, de aardbewoners te vernietigen. De Martianen willen de aarde niet annexeren, maar alleen hun eigen grenzen verdedigen. Middels een laatste meteorenzwerm wordt het mensdom dan ook uitgeroeid. Er heerst alleen nog stilte. Tot slot zegt de stem van God: „Ik heb dit niet gewild.”

## Receptie
Tijdens Kraus' leven is Die letzten Tage der Menschheit nooit als theaterstuk opgevoerd, wat ook niet zijn bedoeling was. Sommige scènes van wat hijzelf de Bühnenfassung noemde, begon hij reeds tijdens de Eerste Wereldoorlog in zalen voor te lezen; dit was echter geen dramaturgische regie. Inzonderheid de scène van Wilhelm II met zijn generaals (akte IV, scène 37) en de scène van Alfred Kerrs belachelijke Roemeniëgedicht (akte III, scène 20) lokten anno 1920 in München en Innsbruck verontwaardigde reacties in de zaal uit, waarna de bevoegde magistraat van Innsbruck alle verdere voorlezingen in de stad verbood. In 1930 nam hij nog een lezing van het gedicht van de raven uit akte V, scène 55 op grammofoonplaat op, maar voor het overige las Kraus nooit meer iets uit het werk voor.
De epiloog werd op 4 februari 1923 in Wenen opgevoerd; een geplande opvoering hiervan in Praag werd wegens 'onoverkomelijke politieke weerstand' afgelast. Het duurde tot 1964 voordat een volwaardige theaterversie op het toneel kwam in een regie van Leopold Lindtberg, die mede aan het script had geschreven. In Duitsland werd het stuk in zijn geheel voor het eerst in 1964 in Hannover opgevoerd en in 1974 volgde in Bern een opvoering naar aanleiding van Kraus' honderdste verjaardag. In de jaren 80 volgden opvoeringen in andere talen. In 1983 werd het stuk in het Engels op het Edinburgh Festival opgevoerd, een Franse en Nederlandse versie volgden in 1988 en in 1990 werd voor het eerst een Italiaanse vertaling opgevoerd.
Die letzten Tage der Menschheit is als een 'groot panorama van de oorlog' omschreven. Uit het stuk blijkt dat Kraus een van de weinigen was die zich nooit door propaganda liet beïnvloeden en zich als een voorvechter van een zuivere, eerlijke taal beschouwde.